# ウードゥル県
ウードゥル県（ウードゥルけん、トルコ語: Iğdır ili、クルド語: Parêzgeha Îdirê、アゼルバイジャン語: Iğdir rayonu、アルメニア語: Իգդիրի մարզ）は、トルコ、東アナトリア地方の県。県都はウードゥル。

## 名称
語源としては、テュルク系のオグズ族の一支族ウードゥロール(Iğdıroğlu)が語源であるとされている。彼らはアナトリアの町や村に広がって分布しており、マラティヤやその他の県にもウードゥルという同名の街が見られる。

## 地理
北西をカルス、南西をアールに囲まれており、東部ではアルメニアとアゼルバイジャンのナヒチェヴァン自治共和国と国境を接している。
ノアの方舟が流れ着いたという伝承のあるトルコの最高峰アララト山があり、この山のふもとの平地部分がこの県の領域である。トルコで一番温暖な地域であり、綿の生育が可能である。アルメニアとの国境にはアラス川が流れる。

## 歴史
古代史研究ではこの地域への人類の定住はおおよそ紀元前4000年にさかのぼれるという。紀元前800年ごろにはウラルトゥ王国の一部であったとされている。ウラルトゥ王国がオロンテス朝アルメニア王国の支配下に置かれてもウラルトゥ王国の彫刻は破壊されず、今も残っている。
4世紀にはセレウコス朝、サーサーン朝の勢力が顕著になり、646年にはイスラムのアラブ勢力に統治される。1064年からテュルクとモンゴル族が400年にわたってこの地域で戦闘を行った。
黒羊朝、白羊朝によってトルコ人の殖民が始まる。
1534年から1746年までのおおよそ2世紀もオスマン朝とペルシア帝国の間で戦争が起こり戦火が絶えることはなかった。現在の県の領域の多くはペルシアに割譲され、ペルシャの自治領エリヴァニ・ハン国に統治された。
第二次ロシア・ペルシア戦争後に締結されたトルコマーンチャーイ条約により、県北部区域はロシアの施政下に落ちた。ロシアの施政下では当初はアルメニア州とされたが、その後エリヴァニ県になる。南半分はオスマン朝が保持したが、露土戦争でロシアに割譲された。
第一次世界大戦後期、この地域は弱まった帝政ロシアのコントロールからはずれ、新しくできたアルメニア第一共和国のアララト県の管理下に入る。しかし、トルコ共和国軍がこの地を占領し、ソ連とのカルス条約でウードゥルはトルコ領となった。
多くのアルメニア人はこれらの戦乱の歴史の中でも生き残り、1919年から1920年までの間ウードゥルで多数派の民族になった。しかし、その後のトルコ・アルメニア戦争でその人口は激減した。

## 住民
今日、ウーデゥルではクルド人、トルコ人、アゼルバイジャン人などが見られる。ノウルーズと呼ばれるイランの春の祭りが広範に催される。また、農村地帯であるが、隣接した県よりも人口密度が高い。人口は微増中。

## 下位自治体
ウードゥル県には4つの自治体がある。
- ウードゥル（Iğdır）
- アラルク（トルコ語版）（Aralık）
- カラコユンル（トルコ語版）（Karakoyunlu）
- トゥズルジャ（トルコ語版）（Tuzluca）

## 名所
ゾルの商隊宿はアルメニア人の建築家によって立てられたと考えられている。ウードゥルの南西35キロメートルの位置にあり、隣村であるゾルにちなんで名づけられた。以前は教会も立っていたと考えられているが、今日、その面影を見ることはできない。
スルメリ城は中世アルメニアの町であった場所、ウードゥルから東のツズルカまでの間の道路上にある。しかし国境への渡航制限の為に現在は行き来が難しくなっている。